# انار سوکوتران
انار سوکوتران (نام علمی: Punica protopunica) نام یک گونه از سردهٔ اناریان می‌باشد.

## به عنوان غذا برای انسان
این میوه غذای مهمی نیست. بافت مغزی که در زیر پوست و اطراف دانه‌های میوه‌های رسیده بزرگ‌تر قرار دارد، تنها بخشی است که خورده می‌شود. گفته می‌شود که دانه‌ها تلخ، سوزاننده و باعث ایجاد زخم در زبان می‌شوند. پوست میوه نارس به شدت ترش است.

## به عنوان غذای دام
در مناطق با پوشش گیاهی خوب جزیره، شاخ و برگ کمی چرا می‌شود، به جز در یک فصل خشک طولانی، که برگ‌های خشکیده خورده می‌شوند. در مناطق خشک‌تر، بزها برگ‌ها و به خصوص شاخه‌های جدید درختچه‌های کوچکتر و سجده دارتر را می‌خورند، در حالی که گوسفندها بستر گیاهی خشک را می‌خورند. برای گاو گوارا نیست. بز‌ها به میوه نابالغ علاقه دارند. و میوه‌های کوچک نیز مانند گل، تازه یا خشک.

## استفاده دارویی
پوست میوه‌ها را خرد می‌کنند، می‌پزند و خمیر را برای درمان زخم‌ها و زخم‌ها اعمال می‌کنند. در روش دیگر، آنها را خشک کرده و به پودر تبدیل می‌کنند که به صورت موضعی برای درمان زخم‌های پوستی به همان روش استفاده می‌شود. گاهی اوقات افراد برای تسکین درد معده، دانه‌ها را به عنوان پاک کننده می‌خورند. اخیراً مردم شروع به استفاده از پوست برای درمان شکایات معده و دفع کرم‌ها کرده‌اند، درمانی که ظاهراً از سرزمین اصلی آموخته شده‌است.

## کاربردهای دیگر
پوست یک میوه صورتی رنگ و نارس را به جای میوه قرمز کاملاً رسیده در آب له می‌کنند و به مقدار کمی شیر تازه اضافه می‌کنند تا ترش شود. سپس از شیر ترش شده برای دلمه کردن شیر تازه قبل از کوبیدن آن برای تهیه کره استفاده می‌شود.

## چوب
این چوب سخت و دانه بندی شده‌است و برای ساخت وسایل کوچک استفاده می‌شود. شاخه‌های مستقیم نمونه‌های بزرگ‌تر برای ساخت عصا استفاده می‌شود. الوار خوبی می‌سازد و در برابر موریانه مقاوم است، اما معمولاً قطر آن بسیار کم است که برای هر چیزی غیر از پر کردن سقف‌ها مفید است. از شاخه‌ها برای ساختن پوشش‌های محافظ یا پنهان کننده برای چاله‌های آب و مخازن سنگ استفاده می‌شود. و چوب را به اندازه چوب Buxanthus pedicellatus بادوام و محکم برای این منظور می‌دانند. چوب مرده هیزم خوبی می‌سازد که دود کمی ایجاد می‌کند و گرمای خوبی می‌دهد. چوب مرده نیز زغال چوب خوبی می‌سازد.

## توزیع
علاوه بر پراکندگی طبیعی آن در سوکوترا، در هاوایی نیز کاشته شده است.